# Manuella Lyrio
Manuella Duarte Lyrio, född 27 juli 1989, är en brasiliansk simmare. 
Lyrio tävlade i tre grenar för Brasilien vid olympiska sommarspelen 2016 i Rio de Janeiro. Hon tog sig till semifinal på 200 meter frisim. Lyrio var även en del av Brasiliens lag som blev utslagna i försöksheatet på både 4 x 100 meter frisim och 4 x 200 meter frisim.